# Provincia Parma
Parma este o provincie în regiunea Emilia-Romagna, Italia.